# Wulfstan de Hedeby
Wulfstan de Hedeby (Latín: Haithabu) fue un comerciante y viajero de finales del siglo IX. Las citas y notas sobre sus viajes, como las de otro aventurero contemporáneo, Ohthere de Hålogaland, fueron incluidas en la traducción de la obra Historiae Adversus Paganos de Paulus Orosius por Alfredo el Grande. No se ha aclarado si Wulfstan era inglés o si era originario de la desaparecida Hedeby, principal enclave comercial escandinavo de la época, actualmente emplazada en el norte de Alemania.
Según sus crónicas, Wulfstan emprendió un viaje por mar desde Hedeby hasta el centro comercial de Truso, alrededor del año 880, dando nombres a las tierras costeras por donde pasaba:
Wulfstan fue desde Haethum a Truso en siete días y noches, y que el buque estuvo navegando a vela todo el camino. Weonodland estaba a su derecha y Langland, Laeland, Falster y Sconey a su izquierda, todo sujeto a Dinamarca. A continuación, a nuestra izquierda teníamos la tierra de los burgundios, que tienen su propio rey. Tras la tierra de los burgundios, teníamos a nuestra izquierda las tierras han sido llamadas desde los primeros tiempos Blekinge, y Meore, y Eowland y Gotland, todos estos territorios sujetos a los suiones; y Weonodland (= tierra de los Wendos) estuvo todo el camino a nuestra derecha, hasta la desembocadura del Wesissel.
Posiblemente sea el primer registro escrito del nombre Dinamarca (o «Danemearcan»).